# Биляуэр, Евгений Эмильевич
Евгений Эмильевич Биляуэр (род. 25 декабря 1947, Горький) — советский и российский артист цирка, жонглёр, народный артист России (1994).

## Биография
Евгений Эмильевич Биляуэр родился 25 декабря 1947 года в Горьком в цирковой семье. С детства работал в дуэте с братом, выступал эпизодически в номере отца Эмиля Биляуэра «Весёлые повара». 
В 1963—1967 годах учился в Государственном училище циркового искусства (ГУЦИ) как соло-жонглёр (ученик Ф. П. Земцева). 
Выступал  в составе коллектива «Беспокойные сердца» (позже «Русские самоцветы», постановка Виля Головко). Особенного мастерства достиг в работе с булавами. Обладатель нескольких рекордов Гиннесса, среди которых жонглирование 11 кольцами в 1968 году. Участвовал в гастролях за рубежом (Польша, Чехословакия, Украина, Канада, США, Чили, Уругвай и др.). 
Работал в «Украинском цирковом коллективе» народных артистов СССР дрессировщиков Людмилы и Владимира Шевченко. 
После ухода на пенсию был заместителем начальника художественного отдела Российской государственной цирковой компании. С 2016 года — Председатель Союза цирковых деятелей России.

## Семья
- Дед — артист цирка Калман Биляуэр (итальянский псевдоним; 1893—1958), выступал в цирке как жонглёр, воздушный гимнаст на трапеции, клоун. Его братья Виктор и Альфред, воздушные гимнасты, известные по псевдониму «Горные орлы братья Бернардо».
- Отец — артист цирка Эмиль Биляуэр, ковёрный клоун, жонглировал, выполнял акробатические номера и номера с хлыстами. Много лет был руководителем номера групповых жонглёров «Весёлые повара».
- Мать — артистка цирка Надежда Николаевна Остапова.

## Награды и премии
- Лауреат Всесоюзного смотра молодых артистов цирка (1972).
- Заслуженный артист РСФСР (14 февраля 1980).
- Народный артист Российской Федерации (29 декабря 1994) — за заслуги в области искусства[2].
- Награда Всемирной ассоциации жонглёров «За выдающийся вклад в жанре жонглирования» (2002).

## Фильмография
- 1983 — Двое под одним зонтом — Николай Зернов
- 1984 — Рассмешите клоуна — соло-жонглёр